# 부흐스 (아르가우주)
부흐스(독일어: Buchs)는 스위스 아르가우주의 아라우구에 있는 자치체이다.
주레강 근처에 있으며, 아라우, 루퍼스빌 및 주어 지자체와 국경을 접하고 있다. 시정촌은 서아라우 출구를 통해 A1 고속도로로 접근할 수 있다.

## 지리
마을의 중심은 북쪽으로 2km 떨어진 아레강과 합류하는 주레강에 있다. 더 오래된 인구 밀집 지역은 강 서쪽의 ‘오버도르프’와 동쪽의 ‘아우서도르프’이다. 이것은 새로운 지역으로 둘러싸여 있다. 부흐스 지역은 주레 평야에 있으며, 동쪽 부분은 ‘주레트발트’ 숲으로 덮여 있다.
부흐스는 2006년 현재 5.3k㎡의 면적을 가지고 있다. 이 지역의 13.5%는 농업용으로 사용되며, 46.2%는 산림이다. 나머지 토지 중 40.2%는 정착지(건물 또는 도로)이고, 나머지(0.2%)는 비생산적(강 또는 호수)이다.
가장 높은 해발 394m는 ‘슈타인펠트’ 지역의 남서쪽 경계에 위치하며, 가장 낮은 고도 371m는 주레강이 북쪽의 부흐스 지역을 떠나는 지점에 있다.

## 인구통계
부흐스의 인구(2020년 12월 31일 기준)는 8,121명이다. 2008년 기준으로 전체 인구의 31.3%가 외국인이다. 지난 10년 동안 인구는 3.7%의 비율로 증가했다. 2000년 기준 , 대부분의 인구인 80.3%가 독일어를 사용하며, 이탈리아어가 두 번째로 많이 사용(6.0%)되고, 세르보-크로아티아어가 세 번째(4.3%)이다. 나머지 인구 중 2.6%가 튀르키예어, 1.2% 스페인어, 0.7% 알바니아어, 0.6% 프랑스어, 0.5% 포르투갈어를 사용한다.
2008년 현재 부흐스의 연령 분포는 다음과 같다. 615명의 어린이(인구의 9.4%)가 0~9세, 716명의 청소년(10.9%)이 10~19세이다. 성인 인구 중 946명(인구의 14.5%)이 20~29세이다. 976명(14.9%)은 30~39세, 1,020명(15.6%)은 40~49세, 855명(13.1%)은 50~59세이다. 고령자 분포는 586명(인구의 9.0%)이 60세 이상이다. 69세는 70~79세가 482명(7.4%), 80~89세가 294명(4.5%), 90세 이상이 49명(0.7%)이다.
2000년 기준으로 1인 또는 2인 가구가 340가구, 3인 또는 4인 가구가 1,538가구, 5인 이상 가구가 756가구이다. 가구당 평균 인구는 2.24명이다. 2008년에는 총 3,153가구 및 아파트 중 912가구(전체의 28.9%)가 있었다.
전체 스위스 인구는 일반적으로 교육 수준이 높다. 부흐스에서는 인구의 약 66.7%(25-64세 사이)가 비필수 고등교육 또는 추가 고등교육(대학 또는 응용학문대학)을 완료했다. 취학 연령 인구(2008/2009 학년도) 중 초등학교에 다니는 학생이 434명, 중학교에 다니는 학생이 123명, 시정촌에서 고등교육 또는 대학 수준의 학교에 다니는 학생이 166명이다.
역사적 인구는 다음 표에 나와 있다.

### 종교
2000년 인구 조사에 따르면 2,031명(32.9%)이 로마 가톨릭 신자이고, 2,436명(39.4%)이 스위스 개혁 교회에 속해 있다. 나머지 인구 중 크리스찬 가톨릭 교회 신자는 13명(인구의 약 0.21%)이고, 이슬람교 8.1%, 정교회 4.4%, 기타 종교 1.0%이다.

## 기후
| 부흐스/아라우 (1981-2010)의 기후 | 부흐스/아라우 (1981-2010)의 기후 | 부흐스/아라우 (1981-2010)의 기후 | 부흐스/아라우 (1981-2010)의 기후 | 부흐스/아라우 (1981-2010)의 기후 | 부흐스/아라우 (1981-2010)의 기후 | 부흐스/아라우 (1981-2010)의 기후 | 부흐스/아라우 (1981-2010)의 기후 | 부흐스/아라우 (1981-2010)의 기후 | 부흐스/아라우 (1981-2010)의 기후 | 부흐스/아라우 (1981-2010)의 기후 | 부흐스/아라우 (1981-2010)의 기후 | 부흐스/아라우 (1981-2010)의 기후 | 부흐스/아라우 (1981-2010)의 기후 |
| 월                               | 1월                              | 2월                              | 3월                              | 4월                              | 5월                              | 6월                              | 7월                              | 8월                              | 9월                              | 10월                             | 11월                             | 12월                             | 연간                             |
| -------------------------------- | -------------------------------- | -------------------------------- | -------------------------------- | -------------------------------- | -------------------------------- | -------------------------------- | -------------------------------- | -------------------------------- | -------------------------------- | -------------------------------- | -------------------------------- | -------------------------------- | -------------------------------- |
| 일평균 최고 기온 °C (°F)         | 3.2 (37.8)                       | 5.2 (41.4)                       | 10.4 (50.7)                      | 14.7 (58.5)                      | 19.4 (66.9)                      | 22.7 (72.9)                      | 25.4 (77.7)                      | 24.7 (76.5)                      | 20.1 (68.2)                      | 14.5 (58.1)                      | 7.6 (45.7)                       | 4.0 (39.2)                       | 14.3 (57.7)                      |
| 일일 평균 기온 °C (°F)           | 0.7 (33.3)                       | 1.5 (34.7)                       | 5.6 (42.1)                       | 9.3 (48.7)                       | 13.9 (57.0)                      | 17.1 (62.8)                      | 19.2 (66.6)                      | 18.5 (65.3)                      | 14.5 (58.1)                      | 10.1 (50.2)                      | 4.7 (40.5)                       | 1.8 (35.2)                       | 9.7 (49.5)                       |
| 일평균 최저 기온 °C (°F)         | −1.9 (28.6)                      | −1.9 (28.6)                      | 1.2 (34.2)                       | 4.1 (39.4)                       | 8.5 (47.3)                       | 11.7 (53.1)                      | 13.4 (56.1)                      | 13.1 (55.6)                      | 9.8 (49.6)                       | 6.7 (44.1)                       | 2.0 (35.6)                       | −0.5 (31.1)                      | 5.5 (41.9)                       |
| 평균 강수량 mm (인치)            | 69 (2.7)                         | 66 (2.6)                         | 76 (3.0)                         | 76 (3.0)                         | 111 (4.4)                        | 112 (4.4)                        | 112 (4.4)                        | 108 (4.3)                        | 90 (3.5)                         | 87 (3.4)                         | 81 (3.2)                         | 89 (3.5)                         | 1,076 (42.4)                     |
| 평균 강설량 cm (인치)            | 10.6 (4.2)                       | 12.6 (5.0)                       | 5 (2.0)                          | 0.1 (0.0)                        | 0 (0)                            | 0 (0)                            | 0 (0)                            | 0 (0)                            | 0 (0)                            | 0.1 (0.0)                        | 3.5 (1.4)                        | 10.3 (4.1)                       | 42.2 (16.6)                      |
| 평균 강수일수 (≥ 1.0 mm)         | 10.6                             | 9.1                              | 11.0                             | 11.1                             | 12.3                             | 12.0                             | 11.5                             | 11.0                             | 9.2                              | 10.1                             | 10.3                             | 11.5                             | 129.7                            |
| 평균 강설일수 (≥ 1.0 cm)         | 2.9                              | 3.1                              | 1.6                              | 0.1                              | 0                                | 0                                | 0                                | 0                                | 0                                | 0                                | 1                                | 2.6                              | 11.3                             |
| 평균 상대 습도 (%)               | 85.7                             | 82.5                             | 77.6                             | 74.2                             | 73.6                             | 73.3                             | 72.5                             | 76.3                             | 80.9                             | 85.1                             | 85.3                             | 85.7                             | 79.4                             |
| 평균 월간 일조시간               | 39                               | 69                               | 119                              | 152                              | 175                              | 194                              | 219                              | 199                              | 144                              | 85                               | 43                               | 30                               | 1,466                            |
| 출처: MeteoSwiss                 |                                  |                                  |                                  |                                  |                                  |                                  |                                  |                                  |                                  |                                  |                                  |                                  |                                  |

## 경제
부흐스는 약 4100개의 일자리를 제공하며, 그중 1%는 농업, 48%는 산업, 51%는 서비스이다. 산업 지역은 주로 북쪽의 철도선 부근과 남동쪽의 ‘비넨펠트’에 위치하고 있다. 가장 큰 고용주는 초콜렛 Frey AG, Jowa 베이커리 및 Mibelle AG 화장품 제조업체이며, 모두 스위스 최대 소매업체 미그로스에 속해 있다. 속달 및 우편 배달 회사 TNT는 부흐스에 스위스 본사와 허브를 두고 있다. 폐기물 소각장 KVA(Kehricht-Verbrennungs-Anlage) 부흐스는 82개 지자체의 폐기물을 소각한다.
2007년 현재 부흐스의 실업률은 2.81%이다. 2005년 기준으로 1차 경제 부문에 21명이 고용되어 있고, 이 부문에 약 4개 기업이 참여하고 있다. 1,997명이 2차 부문에 고용되어 있고, 이 부문에 61개의 기업이 있다. 2,096명이 3차 부문에 고용되어 있으며, 이 부문에는 181개의 기업이 있다.
2000년 기준으로 자치단체에 거주하는 근로자는 총 3,231명이다. 이 중 2,491명(약 77.1%)이 부흐스 외곽에서 일했고, 2,892명이 일을 위해 지자체로 통근했다. 지자체에는 총 3,632개의 일자리(주당 최소 6시간)가 있었다.

## 교통
아라우 시내버스 회사인 아라우 버스교통 AG의 버스 노선은 부흐스와 아라우를 연결한다.
1877년 철도 회사인 스위스 국철은 아라우에서 부흐스 AG를 거쳐 주어까지 표준궤 지선을 개설하여 주요 노선인 징겐 - 빈터투어– 베팅엔 – 렌츠부르크 – 초핑엔과 연결했다. 이후 스위스 연방 철도(SBB)가 인수했다. 아라우-부흐스-주어 지점은 2004년에 폐쇄되었다. 현재 AAR bus+bahn의 비넨탈 지점의 협궤 철도 노선으로 대체되고 있다.
차로 오실 경우 A1 고속도로에서 서아라우 출구를 통해 부흐스까지 올 수 있다.